# Jean Fay
Pour les articles homonymes, voir Fay.
Jean Fay né dans le 14e arrondissement de Paris le 3 mai 1906 et mort à Bolbec le 3 janvier 1964, est un acteur français.

## Filmographie
- 1929 : Le Collier de la Reine de Gaston Ravel et Tony Lekain
- 1930 : Fumées de Georges Benoît et André Jaeger-Schmidt
- 1931 : Laurette ou le Cachet rouge de Jacques de Casembroot : le lieutenant de cavalerie
- 1931 : Le Refuge de Léon Mathot : Pepino
- 1931 : Un bouquet de flirt, court métrage de Charles de Rochefort
- 1932 : L'Amour en vitesse de Johannes Guter et Claude Heymann
- 1933 : Pour être aimé de Jacques Tourneur
- 1934 : La Chanson de l'adieu de Géza von Bolváry et Albert Valentin
- 1935 : Le Chant de l'amour de Gaston Roudès : Maurice
- 1935 : Lucrèce Borgia d'Abel Gance : Tybald
- 1935 : Le Clown Bux de Jacques Natanson
- 1936 : Trois dans un moulin de Pierre Weill
- 1937 : La Danseuse rouge de Jean-Paul Paulin : Serge
- 1938 : Le Paradis de Satan de Félix Gandéra
- 1939 : Trois de Saint-Cyr de Jean-Paul Paulin : Lieutenant Moulin
- 1942 : L'Ange gardien de Jacques de Casembroot : l'impresario
- 1942 : Le Voile bleu, de Jean Stelli : l'impresario étranger